# Йозеф Врабець
Йозеф Врабець (чеськ. Jozef Vrabec, 1959, Чехія, Чехословаччина) — чехословацький та чеський дипломат. Надзвичайний і Повноважний Посол Чехії в Києві.

## Біографія
Народився в 1959 році. Закінчив Карлів університет у Празі, філософський факультет. У 1985 Інститут Африки і Азії Московського державного університету, китайська історія.
З 1985 по 1990 — співробітник МЗС Чехословаччини, досліджував радянську зовнішню політику та процеси дезінтеграції в СРСР.
З 1990 по 1991 — 3-й секретар посольства Чехії та Словаччини в СРСР.
З 1995 по 1996 — референт з питань СНД у МЗС Чехії.
З 1996 по 1997 — заступник директора Департаменту СНД та балканських країн МЗС Чехії.
З 1997 по 2002 — Надзвичайний і Повноважний Посол Чехії в Києві (Україна).